# ウォルター・ブルーニング
ウォルター・ブルーニング（Walter Breuning、1896年9月21日 - 2011年4月14日）は、アメリカ人の長寿の男性。2009年7月18日から亡くなるまで男性長寿世界一であった。女性を含めても、マリア・ゴメス・ヴァレンチンとベシー・クーパーに次ぐ存命する3番目の長寿者であった。また男性として史上5番目の長寿記録を持つ人物であり、アメリカの男性としてもクリスチャン・モーテンセンとマシュー・ビアードに次いで史上3番目に長く生きた人物である。ウォルター・ブラウニング、もしくはウォルター・ブロイニングと表記されることもある。

## 人物

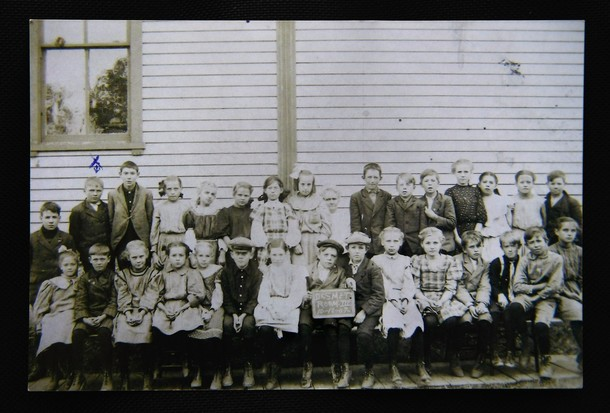
ウォルター・ブルーニング、一番上の列、左第2番目、1907年10月。

1896年9月21日、ミネソタ州スターンズ郡メルローズにジョン・ブルーニング、コーラ・メイの第三子として生まれる。1901年にサウスダコタ州キングスベリー郡デ・スメットに引っ越す。1910年に一家離散するまでの9年間学校に通っていた。この当時は電気も水道も配管も全くなかったことから、これを「暗黒時代」と称していた。両親は若くして死去したが、子供は比較的長生きしていた。父方、母方の祖父母はともに90代まで、兄弟も一番若く死去した子で78歳、一番上は100歳とセンテナリアンとなった子もいた。ブルーニングが死去した2011年4月時点で生き残っていたのは姪1人と甥3人(いずれも当時80代)、そして曾姪と曾甥のみだった。1910年に学校を中退すると、ベーカリーでパンくず集めをするバイトで生計を立てていた。
第一次世界大戦のとき兵役を申し込んだが、呼び出されることはなかったという。そのため、1913年から50年以上、グレート・ノーザン鉄道の鉄道員として働いていた。本人は「ジェームズ・ヒルは18歳以下の作業員を望んでいなかったから、ヒルから隠れながら作業をしなければいけない」と語っていた。1918年にモンタナ州に移り住んだが、変わらずにグレート・ノーザン鉄道で勤務した。
1922年に同州ビュートで妻アグネス・ブルーニングと結婚。アグネスが1957年に死去するまで結婚していた。二人に子供はいなかった。また自身が「再婚はうまくいかない、しかし初婚でも今日はうまくいかない」と述べていたことからかつては再婚はしていなかったと考えられていたが、のちに結婚証明書が見つかり、1958年10月5日にマーガレット・バネストという女性と結婚していたことが明らかになった。マーガレットは1975年に死去。鉄道業は66歳で引退したが、それ以降も74歳までフリーメイソンの一つ、シュリンガーで秘書を務めていた。第二次世界大戦が勃発したときには、彼はすでに43歳とかなりの高齢だったため、徴兵されることはなかった。

その後はグレートフォールズのリタイヤメント・ホームに住んでいた。1979年にレインボーホテルに引っ越す。レインボーホテルという名は1996年にレインボーアシストリビングセンターという名に変わる。当時も天候が良ければ近場の店や銀行にも行っていたという。

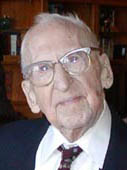
2009年3月12日、112歳のブルーニング

生涯にわたって葉巻きたばこを喫煙していたが、110歳の頃のインタビューでは「葉巻は103歳の頃にやめた」と語っていた。ところが108歳の頃にロンドンからの葉巻きたばこの贈り物が届いたことから、再び喫煙を始めたという。当時も幼少期の記憶が鮮明に残っており、自身が3歳の頃に父が話した南北戦争のこと、ウィリアム・マッキンリーが撃たれた日が自身が初めて髪を切った日、ということを覚えていた。
2008年の112歳の誕生日の際のインタビューで長寿の秘訣を聞かれると、「活発が大事。心も体も忙しくしておけば、長生きできる」と語っていた。また、死去までの過去35年間は食事は1日2回、どちらも少なめに取っていたという。2009年4月24日にCBSのジャーナリスト、スティーブ・ハートマンからインタビューを受けたこともあるという。当時も毎日エクササイズを行い、ネクタイを付けスーツを着用することも自分でできたという。自身も全員が所持すべき衣類は何かという質問に対し、ネクタイと答えていた。ハートマンが4年後にまたインタビューをするかと尋ねると、「いいじゃないか」と賛同したという。しかしブルーニングは2年後に死去する。
2008年12月27日にはジョージ・フランシスの死去に伴い、アメリカ人男性として最高齢になった。
110歳の頃にはアメリカ合衆国で最も高齢の引退鉄道員と正式に公表された。当時のモンタナ州知事、ブライアン・シュヴァイツァーと市長も誕生会に出席したという。2009年2月16日にはPBSニュースアワーに出演し、経済の現状、並びにバラク・オバマ新大統領についての意見を述べた。また同番組では大統領選挙で最初に投票したのはウッドロウ・ウィルソンで、記憶に一番残っているのは1929年に起きたウォール街大暴落であると語った。それ以外にも、世界恐慌時代の生活についてもわずかに語っていた。
2009年7月18日、ヘンリー・アリンガムが死去し、世界最高齢の男性になる。
同年9月21日に113歳の誕生日を迎え、インタビューを受けると「人生の長さというのは決して時間や日数で測れるようなものではない。そのようなものではなく、そこでした事で測れるものだということを忘れないでほしい。100年生きてても、それが無駄な人生であれば短いものだ。私たちの人生にはそれより長く、良いものがたくさんある。この世界には常に間違いがあるが、成功する悪などない。光、真実、正義、善が勝利をおさめ、悪らしくある悪というものが永遠になくなる日がいつかくるだろう。」と語っている。
BNSF鉄道は、イエローストーン郡ブロードビュー付近で、旧グレート・ノーザン鉄道の線路と合流することから、その地点を彼の名前から、ウォルタージャンクションと名付けたという。2009年9月2日の竣工式に自身も出席したことがあったという。
2010年2月25日にはモンタナ州にスポットライトを当てたとの理由から、モンタナ州大使より表彰されたという。
一方、何度か大病も患っており、1960年には大腸がんと診断されたこともあったという。完全に治療されたためにこれ以降がんが再発することはなかった。108歳で腰を骨折し歩行器で歩くようになるまでは、それ以降特に大病を患うことはなかった。2007年11月以降は難聴のために補聴器を装着した。113歳の誕生日を迎える1週間前にも転倒し頭皮を打撲したこともあったが、それ以外に傷は見られなかったという。股関節を骨折するまでは自身の住んでいたアパートでもエレベーターを使わず、2階まで階段を使っていたという。晩年には体の動きも鈍くなり歩行器や電動スクーターを必要としたが、精神状態は死去直前になっても衰える様子は見られなかったという。
妻が死去して以降しばらくはレストランで外食を取っていたが、しばらくしてからは外食をやめ、1日2食という死去まで続けた食生活を始めた。ブルーニングによると、朝食と昼食はしっかりとるが夜食は抜き、かわりに果物をつまむ。朝に1杯半、昼に1杯のコーヒーと、水をたくさん飲む。朝は6時15分に起きて、7時30分に朝食をとる。その後に周辺を散歩して体を動かして、ロビーで他の人と談笑する。昼過ぎに部屋に帰ってラジオを聞き、目が少し見えるようになったら新聞と世界中から届く自分宛ての手紙を読む、ということを日課にしていたという。
体重も50年間ほぼ変わらず、常に57～59キログラムほどであったという。身長も173cmほどであったといわれる。ボディマス指数も約19と標準値であった。それ以外にも長年アセチルサリチル酸を服用してきたが、必要ないと感じてからは一切薬を服用しなくなったという。晩年は白内障を患い目が見えにくかったが、ラジオを聴くことで精神的な余裕を保てていた。
2010年秋ごろにあったAP通信とのインタビューでは特に変化、特に死に関して、特に恐れてはいないと述べた。それに関しては「人は皆死ぬ。死ぬのが怖いという人もいるが、それでも死ぬことを恐れてはいけない。なぜなら、人は皆死ぬために生まれてきたのだから。」と述べている。
2011年3月に入院するまでは非常に健康であったという。2011年4月6日、8日にシュヴァイツァー知事も病院を訪問したことがあったという。2011年4月14日、老衰、うっ血性心不全のためモンタナ州の高齢者施設で死去した。114歳205日没。なお、アメリカ人の男性としては最後の19世紀生まれの人物だった。